# خورشیدگرفتگی ۱۱ ژوئن ۲۰۸۶
خورشیدگرفتگی ۱۱ ژوئن ۲۰۸۶ (به انگلیسی: Solar eclipse of June 11, 2086) یک خورشیدگرفتگی از نوع خورشیدگرفتگی کامل است. این خورشیدگرفتگی در تاریخ ۱۱ ژوئن ۲۰۸۶ میلادی (‎۲۲ خرداد ۱۴۶۵ خورشیدی) روی خواهد داد که زمان اوج آن، ساعت ۱۱:۰۷:۱۴ به‌وقت ساعت هماهنگ جهانی است. مدت زمان و طول این خورشیدگرفتگی ۱ دقیقه و ۴۸ ثانیه خواهد بود.